# オモナ島 (ソロモン諸島)
オモナ島（オモナとう）は、ソロモン諸島にある島。首都ホニアラから北西に約250キロメートルの位置にある。
気候は熱帯性で、年間平均気温は約24℃。最も暖かい時期は11月であり、その月の平均気温は約26℃。年間平均降水量は約3,615㎜。雨季の4月には約438mmの降水量があり、乾季の11月には約220mmの降水量がある。